# Pocket Tunes
Pocket Tunes est une application fonctionnant sur les PDA Palm OS, elle permet de lire des fichiers musicaux type mp3.